# 6981 Chirman
6981 Chirman è un asteroide della fascia principale. Scoperto dall'Osservatorio Bassano Bresciano nel 1993, presenta un'orbita caratterizzata da un semiasse maggiore pari a 2,6740659 UA e da un'eccentricità di 0,1538853, inclinata di 13,32649° rispetto all'eclittica.